# Corydoras gossei
Corydoras gossei es una especie de pez de la familia Callichthyidae en el orden de los Siluriformes.

## Morfología
• Los machos pueden llegar a alcanzar los 5,5 cm de longitud total.

## Distribución geográfica
Se encuentran en Sudamérica: cuenca del río Mamoré.